# Bakonyszentlászló
Bakonyszentlászló är en ort i Ungern.   Den ligger i provinsen Győr-Moson-Sopron, i den västra delen av landet, 90 km väster om huvudstaden Budapest. Bakonyszentlászló ligger 218 meter över havet och antalet invånare är 1 913.
Terrängen runt Bakonyszentlászló är platt norrut, men söderut är den kuperad. Runt Bakonyszentlászló är det ganska glesbefolkat, med 30 invånare per kvadratkilometer. Närmaste större samhälle är Zirc, 14,9 km söder om Bakonyszentlászló. I omgivningarna runt Bakonyszentlászló växer i huvudsak blandskog.